# Salvador Daniel Augeroles
Salvador Daniel Augeroles (1787-ca-1870) fou un músic, pare de Francesc Salvador Daniel; 
Nasqué a Hostalric. Va ser organista a Hostalric i al convent de Sant Salvador de Breda. Lluità a la Guerra del Francès en la defensa del castell d'Hostalric on obtingué el grau de Capità. Va ser fet presoner pels francesos durant el setge de Tarragona. Obtingué, juntament amb altres defensors del castell d' Hostalric la Medalla d´Or de la defensa del castell, que més tard fou derogada per Ferran VII. Al 1823 fou novament empresonat pels francesos en la invasió dita dels “Cent mil Fills de Sant Lluis”, i conduït a Bourges, on al cap de pocs mesos fou anomenat organista de la catedral. Va ser professor de música del Collège Royal i de l'Ècole Normal i Fundador de la Sociétè Philarmonique de Bourges. Casat a Bourges per segona vegada, tingué quatre fills, el menor dels quals fou el violinista, compositor, crític musical i musicòleg famós : Francisco Salvador Daniel, que col·laborà amb el seu pare en la redacció d'alguns dels seus llibres sobre pedagogia Musical.
Entre les seves obres cal citar: Alphabet musical (París, 1832), Grammaire philarmonique (Bourges, 1836), Commentaires de l'Alphabet musical et de la Grammaire (París, 1839), i Cours de plain chant (París, 1845).